# Wohn- und Wirtschaftsgebäude Heudorfer Straße 2
Das Wohn- und Wirtschaftsgebäude Heudorfer Straße 2 in der niedersächsischen Gemeinde Worpswede, Ortsteil Heudorf, stammt vom Ende des 18. Jahrhunderts. Aktuell (2025) wird es auch zum Wohnen genutzt.
Das Gebäude steht unter Denkmalschutz. Siehe auch Liste der Baudenkmale in Worpswede.

## Geschichte und Beschreibung
Worpswede im Teufelsmoor wurde 1218 erstmals als Besitz des Klosters Osterholz erwähnt. Heudorf wurde 1759 im Rahmen der Moorkolonisierung des Teufelsmoores gegründet.
Das eingeschossige giebelständige niedrige Zweiständer-Hallenhaus in Fachwerk mit Steinausfachungen, mit reetgedecktem Krüppelwalmdach, Uhlenloch und Grooter Door mit Korbbogen wurde 1799 für den Bauern Tietjen (Inschrift) gebaut und 1854 (Inschrift) gründlich saniert. Der Wohnteil ist etwas eingerückt.
Das Landesdenkmalamt befand u. a.: „… ein regionstypisches Hallenhaus …“